# Cylindrocystis splendida
Cylindrocystis splendida là một loài Song tinh tảo trong họ Mesotaeniaceae, thuộc chi Cylindrocystis.